# Castres-Gironde
Castres-Gironde település Franciaországban, Gironde megyében. Lakosainak száma 2689 fő (2022. január 1.). Castres-Gironde Tabanac, Beautiran, Portets és Saint-Selve községekkel határos.

## Népesség
A település népességének változása:
| Lakosok száma | 904  | 1211 | 1349 | 1890 | 2211 | 2299 | 2352 | 2391 | 2462 | 2689 |
|               | 1968 | 1982 | 1990 | 2006 | 2013 | 2015 | 2017 | 2019 | 2020 | 2022 |